# 對斑磯塘鱧
對斑磯塘鱧（学名：Eviota cometa）为辐鳍鱼纲虾虎鱼目鰕虎科磯塘鱧屬下的一个种，该物种分布于太平洋海域，栖息深度为0米至22米，体长可达2.5公分。